# Brás (distrito de São Paulo)
Brás é um distrito situado na região central do município brasileiro de São Paulo, a leste do chamado Centro Histórico da São Paulo. Apesar de sua posição geográfica, pertence à região administrativa do Sudeste, visto que o bairro integra a subprefeitura da Mooca.
Atualmente, trata-se de uma região muito conhecida no Brasil pelo comércio de roupas, especialmente nas imediações do Largo da Concórdia e da rua Oriente. Em sua área, possui também um grande número de galpões e plantas industriais desativadas. O Brás foi eternizado por Adoniran Barbosa em sua música "Samba do Arnesto" ("O Arnesto nos convidou, prum samba ele mora no Brás...")
O Brás abriga as sedes dos maiores templos protestantes do mundo, tais como: Congregação Cristã no Brasil, a Cidade Mundial da Igreja Mundial do Poder de Deus, o Templo de Salomão da Igreja Universal do Reino de Deus e a Assembleia de Deus - Ministério Madureira.

## Formação
O nome Brás vem do proprietário das terras onde se formou o distrito, que se chamava José Brás, que se tornou um benemérito.

Nas terras de José Brás foi erguida na segunda metade do século XVIII a Igreja do Senhor Bom Jesus de Matosinhos, em torno da qual formou-se a povoação. Em 1769 a câmara de vereança cita oficialmente o nome de José Brás ao determinar a construção de "pontes entre o caminho de José Brás até a chácara do Nicolau". Não se sabe o destino da construção inicial, uma vez que em 5 de abril de 1800 a Câmara Eclesiástica de São Paulo recebe solicitação do tenente-coronel José Correia de Morais para edificar uma Capela ao Senhor Bom Jesus de Matosinhos. 

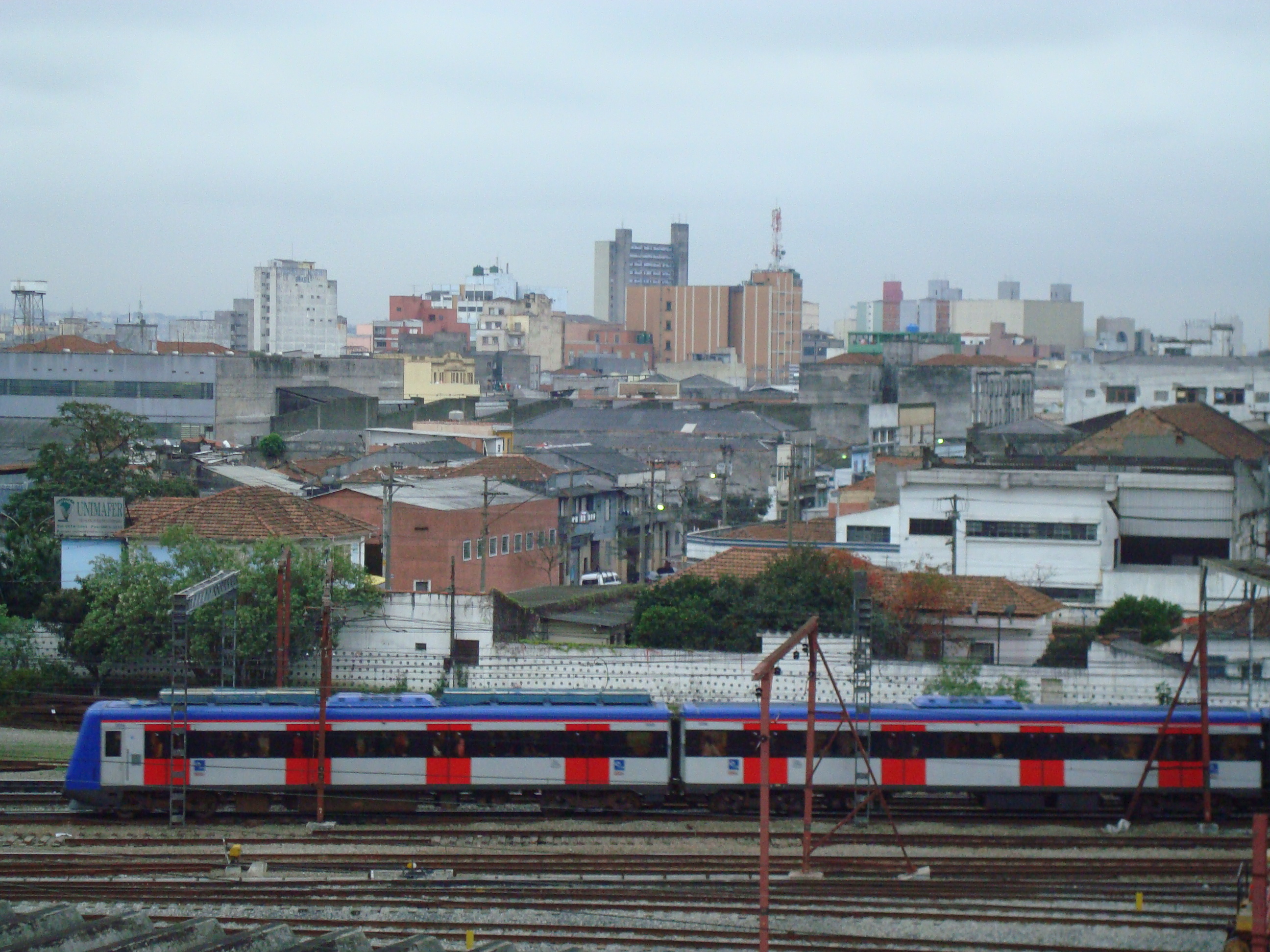
O distrito é atendido por 4 linhas da CPTM

A dedicação a que foi reedificação da Capela original. Em 8 de junho de 1818 a capela foi elevada a Freguesia por decreto de D. João VI. Seus limites eram: ao norte o Rio Tietê, ao sul São Bernardo, a leste a paróquia da Penha de França e a oeste a Sé. A Imperatriz Teresa Cristina hospedou-se em 1846 em um sobrado localizado no Largo do Brás e na época houve sugestões para que fossem instalados 6 lampiões de luz na Freguesia do Brás. 
Havia algumas chácaras que produziam vinhos, licores e cervejas, além de fábrica de estribos e caçambas e oficinas de seleiros. No dia 1º de janeiro de 1874 o Correio Paulistano anunciava que no Estabelecimento Hortículo de São Paulo, de J. Joly, estavam à venda mudas de Eucalyptus glóbulos.
Contudo, outros autores atribuem uma origem diferente para o nome Brás. Paulo Cursino de Moura (1897-1943) afirma que o nome da região deve-se a Brazílio de Aguiar Castro, proprietário da Chácara do Ferrão herdada de sua mãe, Domitila de Castro Canto e Melo (1797-1867), a Marquesa de Santos que, por sua vez, a recebeu como espólio com o falecimento do seu marido, o Brigadeiro Tobias (1795-1857).
O Brás desenvolveu-se em torno da igreja de Bom Jesus do Brás, e era, até o início do século XX, dividido em dois bairros distintos: Brás (mais próximo ao que hoje é o centro de São Paulo), e Marco (abreviatura de Marco de Meia Légua), que ficava na região onde hoje existe a Estação Bresser-Mooca do metrô.

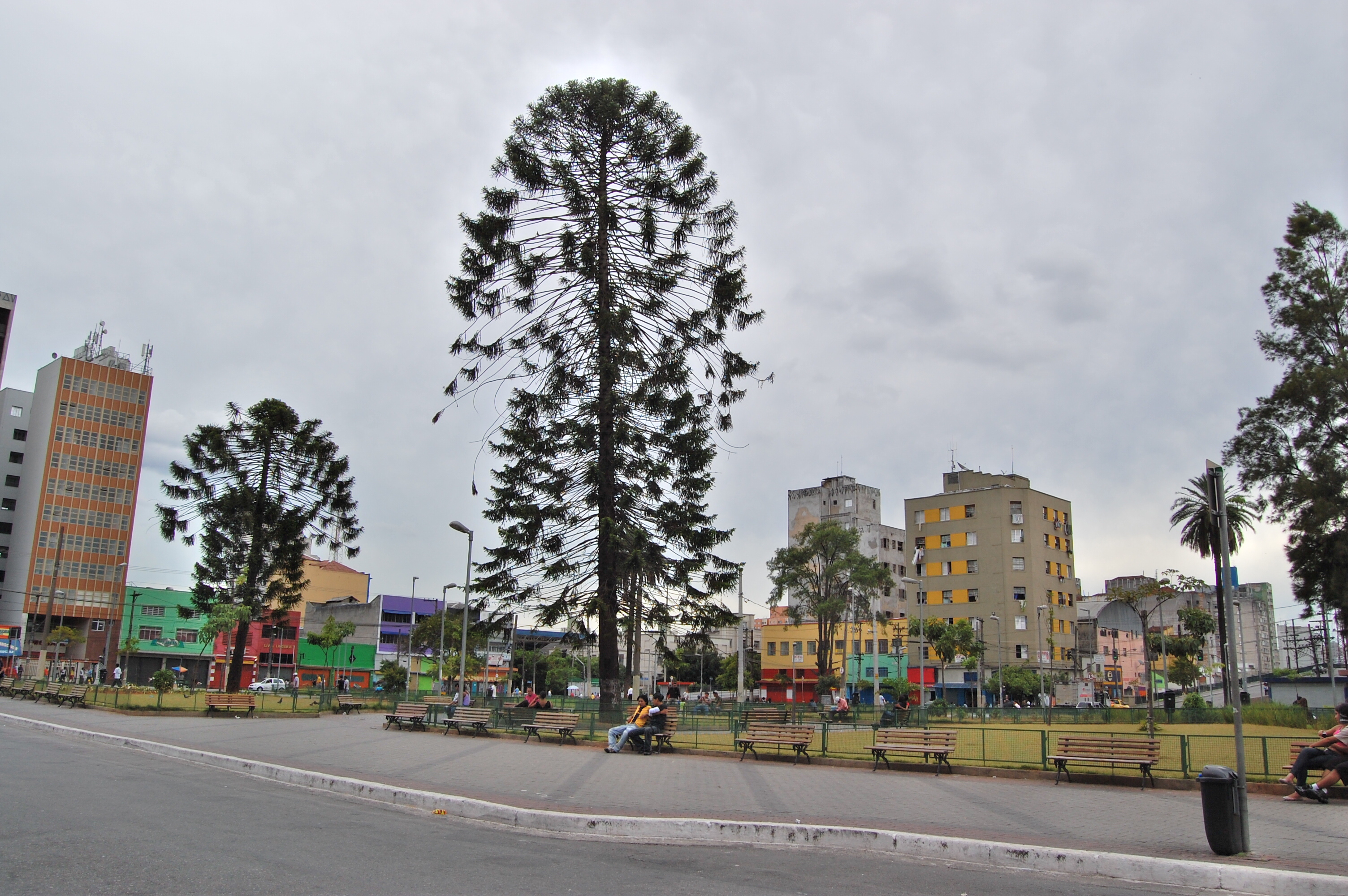
Vista do Largo da Concórdia

Tornou-se no início do século XX uma referência de bairro da comunidade italiana (comemoração das festas de Nossa Senhora de Casaluce e São Vito), e da comunidade grega (com a Igreja Ortodoxa Grega), comunidade armênia, com forte presença de indústrias (especialmente próximo às ferrovias) e madeireiras (região da rua do Gasômetro).
Com o tempo essas características foram-se modificando, com o aumento do contingente de nordestinos na região próxima ao Largo da Concórdia, ponto em que operava a estação terminal da Estrada de Ferro Central do Brasil.
Atualmente é um distrito essencialmente voltado à indústria e ao comércio de confeções com forte destaque ao comércio de jeans no atacado e também de moda infanto juvenil, destacando-se ainda a grande concentração de lojas especializadas na venda de enxovais e produtos para gestantes e bebês. Possui forte presença das comunidades coreana e boliviana. A presença de um comércio de características populares também é grande, especialmente nas avenidas Rangel Pestana e Celso Garcia, por serem tradicionais vias de passagem de moradores da Zona Leste que trabalham no Centro da cidade.

## Transporte
O distrito é atendido pela Linha 3-Vermelha do Metrô de São Paulo, e pelas linhas 10, 11, 12 e 13 da CPTM, sendo a última com o serviço Expresso Aeroporto (apenas no sentido Palmeiras - Barra Funda).
O distrito também ganhará as estações Pari (apesar do nome, a estação não ficará no distrito do Pari) e a estação Silva Teles, da futura Linha 19 do Metrô de São Paulo.

## Demografia
Evolução demográfica do distrito do Brás

## Limites
- Norte: Rua João Teodoro e Rua Silva Teles.
- Leste: Rua e viaduto Bresser.
- Sul: Linha 3 do Metrô de São Paulo, Linha 10 do Trem Metropolitano de São Paulo e rua da Moóca.
- Oeste: Rua da Figueira, Avenida Mercúrio e Avenida do Estado.

## Distritos limítrofes
- Bom Retiro (noroeste)
- Pari (norte)
- Belém (leste)
- Mooca (sudeste)
- Cambuci (sul)
- Sé (oeste)